# Volvo LV60
Der Volvo LV60 war ein Lastkraftwagen-Modell des schwedischen Herstellers Volvo, das in den Jahren 1929 bis 1932 hergestellt wurde. Das Kürzel LV60 steht für LastVagn (“Lastwagen”), 6 Zylinder.

## Geschichte
1928 begann Volvo mit dem Bau von Lastkraftwagen. Das erste Modell LV4 (auch Serie 1 genannt) war mit einem Vierzylindermotor ausgerüstet, der bereits im Personenkraftwagen Volvo ÖV4 Verwendung fand. Dieser erwies sich jedoch schon bald als zu schwach für den Transport von Gütern. Daher wurde bereits ein Jahr später die nächste Modellgeneration mit leistungsstärkeren Sechszylindermotoren ausgestattet. Dieses Fahrzeug wurde als Volvo LV60 vermarktet.

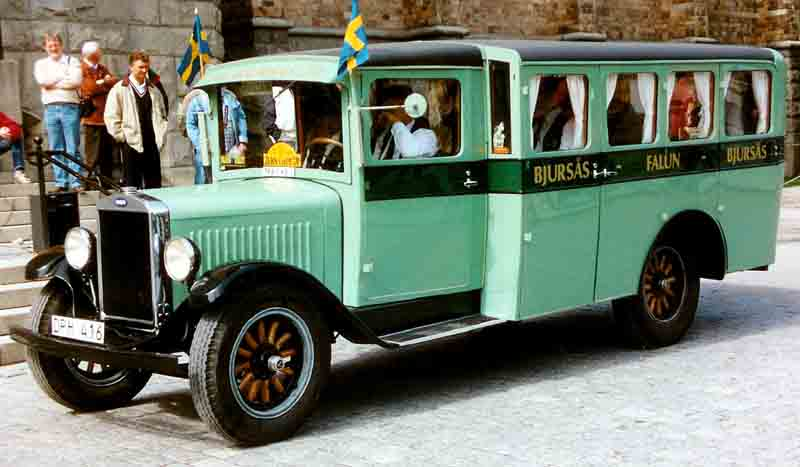
Volvo LV61 als Kleinbus

Die Modelle LV60 bis LV65 wurden recht erfolgreich und fanden Anklang sowohl bei Transport- als auch bei Busunternehmen. Letzteren diente dieses Modell als Basis für einen einfachen Kleinbus; dabei wurde auf den Leiterrahmen eine Buskarosserie in Gemischtbauweise montiert, das heißt eine Holzskelettkonstruktion, die mit aufgenageltem Blech bedeckt war.
1932 endete die Produktion.
Die robusten Fahrzeuge gelten als unverwüstlich und sind in Skandinavien auch heute noch auf Oldtimertreffen anzutreffen.

## Motoren
Als Motoren wurden hauseigene Penta-6-Zylinder-Reihenmotoren mit stehenden Ventilen verwendet. Diese Ottomotoren hatten in der Bauzeit 1929 bis 1931 eine Leistung von 55, ab 1932 65 PS.

## Technik
Die Fahrzeuge der Vorgängerversion LV4 hatten eine Spurweite von 1,3 m. Seinerzeit übliche Straßen bestanden meist nur aus von Pferdefuhrwerken ausgefahrenen Wegen, die ausgeprägte Spurrinnen in einem Abstand von rund 1,5 m aufwiesen. Das Fahren auf solchen Wegen bereitete erhebliche Schwierigkeiten; das Fahrzeug war „kaum in der Spur zu halten“. Daher erhielt der LV60 eine breitere Spurweite von 1460 mm. Diese wurde durch das Verschieben der halbelliptischen Blattfedern an die Außenseite des Leiterrahmens geschaffen (in der Serie 1 waren die Federn direkt unter dem Rahmen angebracht).
Wie bei den meisten Fahrzeuge der Epoche waren viele Bauteile aus Holz, wie etwa das Fahrerhaus und die Speichen (Artillerieräder). Das hölzerne Lenkrad des Vorgängermodells wurde durch eines aus Bakelit ersetzt.
Im LV60 war, wie bei anderen Lkw bis Mitte der 30er Jahre üblich, die Heizung auf die Motorwärme beschränkt, die durch das Blech, das den Motor von der Kabine trennte, in das Fahrerhaus gelangte.